# تشارلز دوماس
تشارلز دوماس (بالإنجليزية: Charles Dumas)‏ هو منافس ألعاب قوى أمريكي، ولد في 12 فبراير 1937 في تلسا في الولايات المتحدة، وتوفي في 5 يناير 2004 في إنغليووود في الولايات المتحدة بسبب سرطان.

## وصلات خارجية
- تشارلز دوماس على موقع الاتحاد الدولي لألعاب القوى (الإنجليزية)
- تشارلز دوماس على موقع الاتحاد الأمريكي لسباقات المضمار والميدان، قاعة المشاهير (الإنجليزية)
- تشارلز دوماس على موقع اللجنة الأولمبية الدولية (الإنجليزية)
- تشارلز دوماس على موقع أوليمبيديا (الإنجليزية)